# Monterey-öböl Tengeri Rezervátum
A Monterey-öböl Tengeri Rezervátum az Amerikai Egyesült Államokban van, Kalifornia állam területén. Az 1992-ben alapított park az Egyesült Államok 14 tengeri rezervátuma közül a legnagyobb.  

## Természetföldrajza
Közép-Kalifornia csendes-óceáni partja mentén, az északi San Franciscótól a déli Cambriáig húzódik, és nagyjából 50 km-re nyúlik be az óceánba. Területe 13 730 km², partvonala 445 km. A névadó Monterey-öböl kb. középen található Monterey városánál.  Hozzá tartozik a Davidson-fenékhegy is. A park vízét mélyvízi feláramlások gazdagítják, amelyek a Monterey-kanyon nagy, tenger alatti vezetéke szállít. 

## Élővilága
A rezervátum parthoz közeli része óriási moszaterdeiről híres, amelynek növényegyedei 10 évig is élhetnek, s a terület hűvös, nyugodt, táplálékban gazdag, napsütötte vizeiben naponta 0,6 m-t nőhetnek. A fölépítésükben összetett nagyon produktív barnamoszat képezi az alapját ennek az egyedi ökoszisztémának, amely sok szokatlan gerinctelennek és halfajnak ad otthont. 
Itt él többek között a veszélyeztetett tengeri vidra, amely gyakori az itteni vizekben, nagyon kíváncsi és elég könnyen megfigyelhető. a kis állatok kőszerszámokat használnak, hogy táplálkozáskor feltörjék a moszat közt gyakori rákok, tengeri sünök és tengeri csigák páncélját. Más neves lakók közé tartoznak a nagy fehér cápák, a kaliforniai oroszlánfókák, az elefántfókák és egy sereg állandó és vándorló tengeri madár. 

## Képgaléria

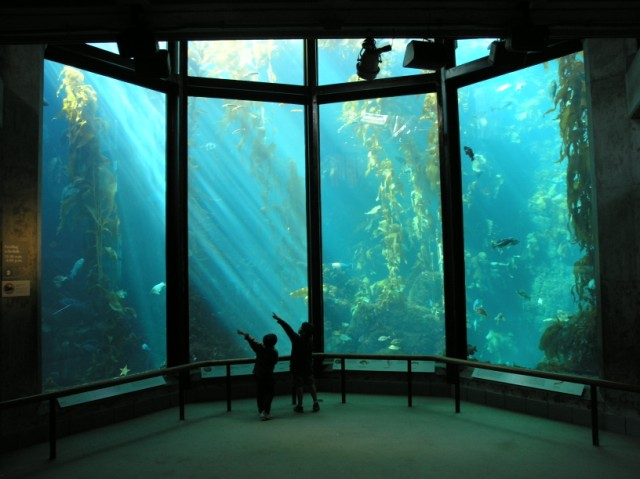
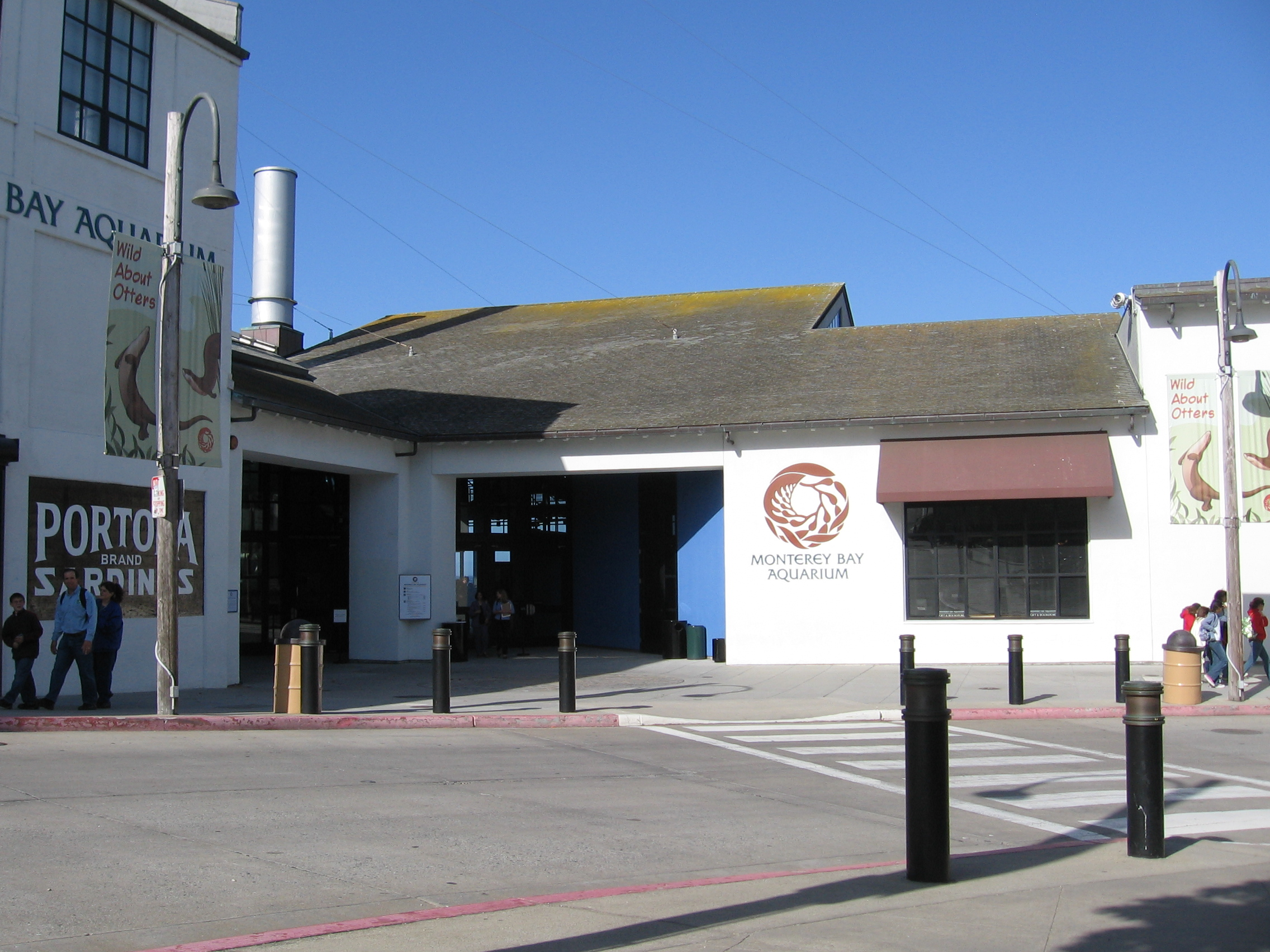
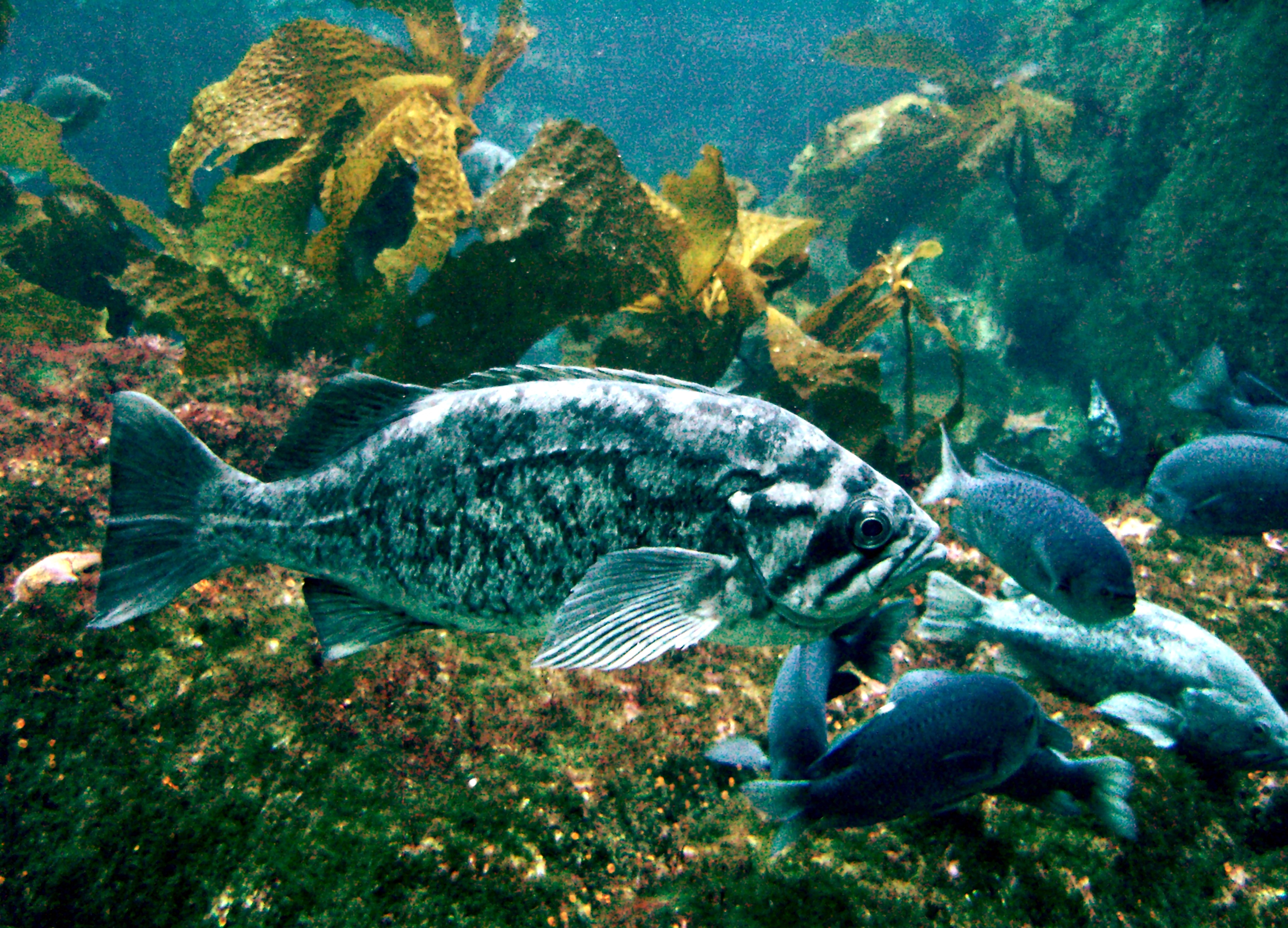
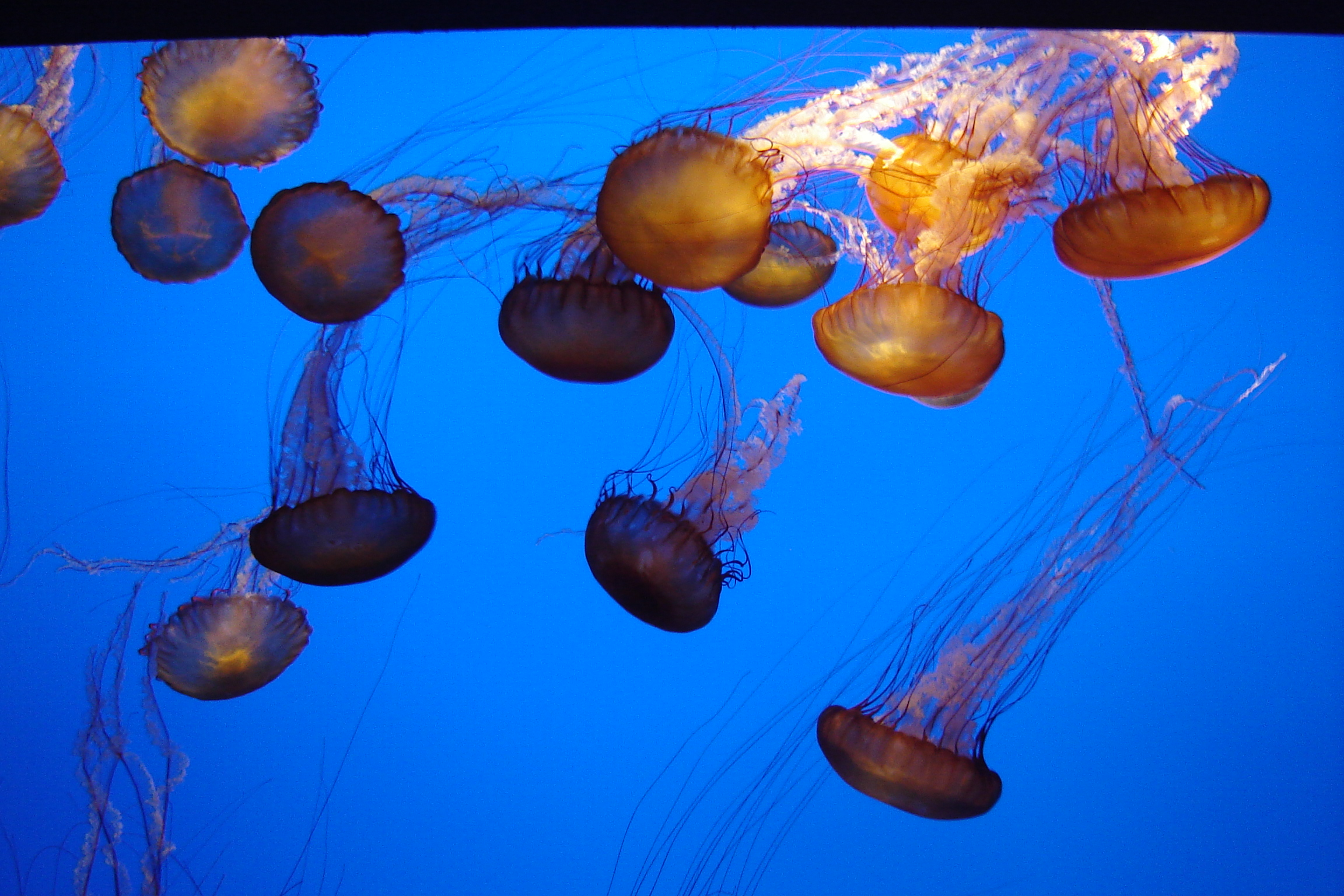
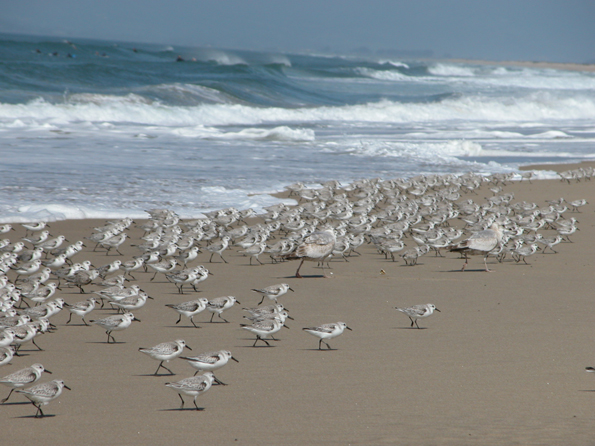
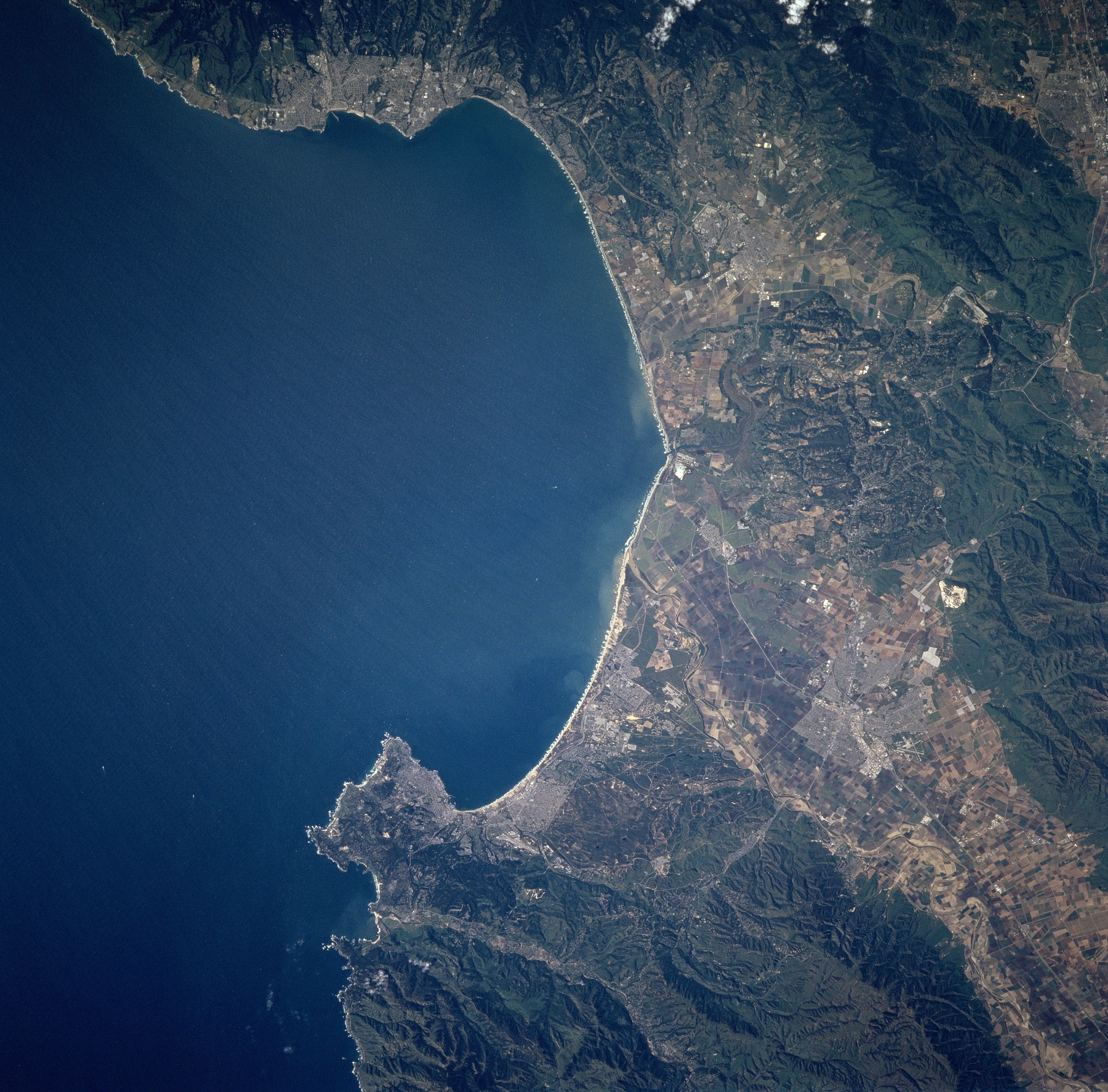

## Külső hivatkozások
- Honlap (angolul)